# Тевяшево (Луганская область)
Тевяшево (укр. Тев'яшеве) — село, относится к Новопсковскому району Луганской области Украины.
Население по переписи 2001 года составляло 22 человека. Почтовый индекс — 92345. Телефонный код — 6463. Занимает площадь 4,9 км².

## Местный совет
92342, Луганська обл., Новопсковський р-н, с. Осинове, вул. Леніна, 72  (укр.)